# Celso Sotomarino Chávez
Celso Américo Sotomarino Chávez (provincia de Ucayali, departamento de Loreto, 15 de febrero de 1926-27 de agosto del 2023) fue un ingeniero de minas, economista y político peruano. Fue dos veces constituyente, participando en la redacción de los dos últimos textos constitucionales que tuvo el Perú.
Cursó sus estudios primarios en su pueblo natal y los secundarios en el Colegio Antonio Raimondi en Lima. Estudió ingeniería de minas en la Universidad Nacional de Ingeniería y luego cursó la carrera de economía en la Universidad de San Marcos.
En 1978 fue elegido como diputado para la Asamblea Constituyente de 1978 por el Partido Popular Cristiano participando en la redacción del texto constitucional de 1979. Asimismo, fue elegido como diputado por Lima Metropolitana en las elecciones generales de 1980 y reelecto en las elecciones de 1985. No logró la reelección en las elecciones generales de 1990 pero si fue elegido para el Congreso Constituyente Democrático en 1992 por lo que participó también en la formulación de la Constitución Política de 1993.